# مقدونیه اژه‌ای

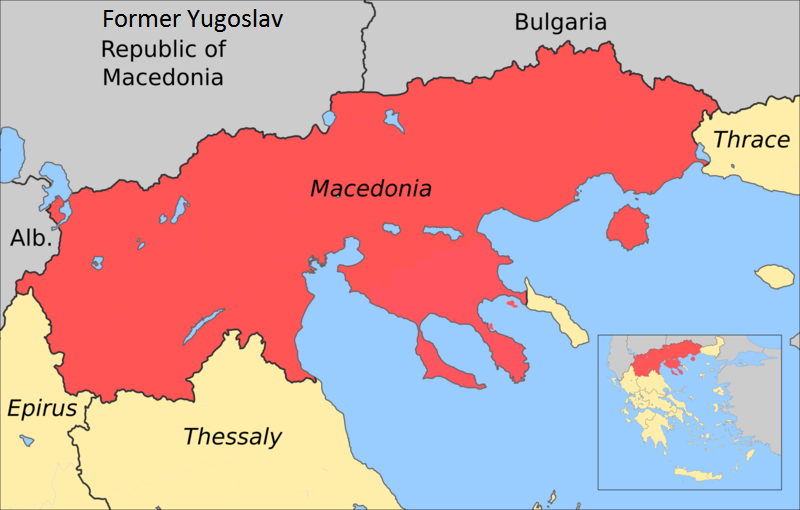
نقشه‌ای از منطقه مقدونیه در یونان.

مقدونیه اژه‌ای (مقدونی: Егејска Македонија) یک اصطلاح برای توصیف کردن منطقه مقدونیه یونانی در یونان شمالی است. این اصطلاح بیشتر در جمهوری مقدونیه شمالی برای زمینه بازپیوندخواهی و ایدئولوژی مقدونیه بزرگ استفاده می‌شود. این اصطلاح همچنین در بلغارستان نیز برای اشاره به مقدونیه یونانی استفاده می‌شود. 
این اصطلاح بسیار در یونان استفاده نمی‌شود چون در یونان اژه‌ای به جزایر و سواحل یونان در دریای اژه اشاره دارد. هرچند که منطقه مقدونیه در یونان سواحل اژه‌ای خود را دارد اما این منطقه در یونان بیشتر به خاطر رشته کوههای بلند و دشتهای وسیع و علفی شناخته می‌شود.